# Мохаммед Ахмед Фарид
Мохамед Ахмед Фарид Аль-Тухами (араб. محمد فريد التهامي‎; 1947 — 22 июля 2024) — директор Службы общей разведки Египта в 2013—2014 годах. Считается одним из наставников нынешнего президента Египта ас-Сиси.

## Биография
Окончил военную академию в Каире в 1967 году, после чего служил в военной разведке Египта. В 2004 году президент Х.Мубарак назначил его главой Управления административного контроля (правительственного агентства по борьбе с коррупцией). В сентябре 2012 президент М.Мурси снял М.Фарида с этого поста, обвинив в сокрытии улик против бывшего президента Хосни Мубарака.
После военного переворота 2013 года исполняющий обязанности президента Египта Адли Мансур 4 июля 2013 года назначил Мохамеда Фарида директором Службы общей разведки, освободив от этой должности Раафата Шехата.
Египетский критик Хоссам Бахгат заявлял, что обвинения в коррупции против М.Фарида исчезли после переворота 2013 года. По данным журналиста Дэвида Киркпатрика, критики описывают М.Фарида как влиятельного противника любого примирения с организацией Братья-мусульмане или исламистов, и утверждают, что его возвращение во власть является признаком восстановления старого порядка, существовавшего до переворота 2013 года.
Умер 22 июля 2024 года после борьбы с болезнью.